# Irving Langmuir
Irving Langmuir (n. 31 ianuarie 1881, New York City, New York, SUA – d. 16 august 1957, Woods Hole⁠(d), Comitatul Barnstable, Massachusetts, SUA) a fost un chimist și fizician din Statele Unite ale Americii, laureat al Premiului Nobel pentru chimie (1932).